# Croația la Concursul Muzical Eurovision
Croația a participat la Concursul Muzical Eurovision de 30 de ori până acum, de la debutul din 1993. Reprezentantul croat la Concursul Muzical Eurovision este selectat in cadrul Festivalului de pop Dora, un eveniment anual organizat de către emițătorul public național de radio si televiziune, Hrvatska radiotelevizija (HRT). Cel mai bun rezultat al Croației este locul 2, obținut în 2024, de Baby Lasagna, cu piesa "Rim Tim Tagi Dim".

## Istoric
Croația a fost și anterior anului 1991 reprezentată la Eurovision, între 1961 și 1991, ca parte a Iugoslaviei. Croația a fost cea mai de succes republică a Iugoslaviei la Eurovision, cu 13 din cele 26 de participări iugoslave fiind croate, și singurii câștigători iugoslavi ai acestui concurs, Riva cu piesa "Rock Me", în 1989, fiind de asemenea croați. Ca urmare, Concursul Muzical Eurovision 1990 a fost ținut în orașul Zagreb, capitala Croației de astăzi.
După destrămarea Iugoslaviei în 1991, Croația a participat ca națiune independentă pentru prima dată în 1993. Emițătorul public național de radio și televiziune, Hrvatska Radiotelevizija (HRT), a organizat un festival pentru a alege reprezentantul croat pentru concursul din 1992. Dacă HRT ar fi devenit membru al EBU la timp pentru concurs, prima participare croată la Eurovision ar fi fost cea a trupei Magazin, cu piesa "Aleluja".
Prima participare a Croației a fost în 1993. Țara a fost reprezentată de trupa Put, cu melodia "Don't Ever Cry" care a fost cântată în croată, în ciuda titlului englezesc. Piesa a ajuns pe locul trei în "Kvalifikacija za Millstreet", permițând astfel participarea la concurs.
Celebra cântăreață croată Tereza Kesovija a reprezentat Monaco la Concursul Muzical Eurovision 1966, iar celebrul grup croat Feminnem a reprezentat Bosnia și Herțegovina la Eurovision 2005, cu melodia "Call me".
În anii 2000, Croația a ajuns o singură dată în top 10, în 2000. Croația nu a reușit să se califice în ultimele ediții, mai ales în 2007, când Dado Topić a obținut cel mai slab rezultat croat la ESC, dar, de asemenea, în 2010, 2011 și în 2012, când țara a fost reprezentată de Nina Badrić, una dintre cele mai faimoase cântărețe din Croația.

## Participări

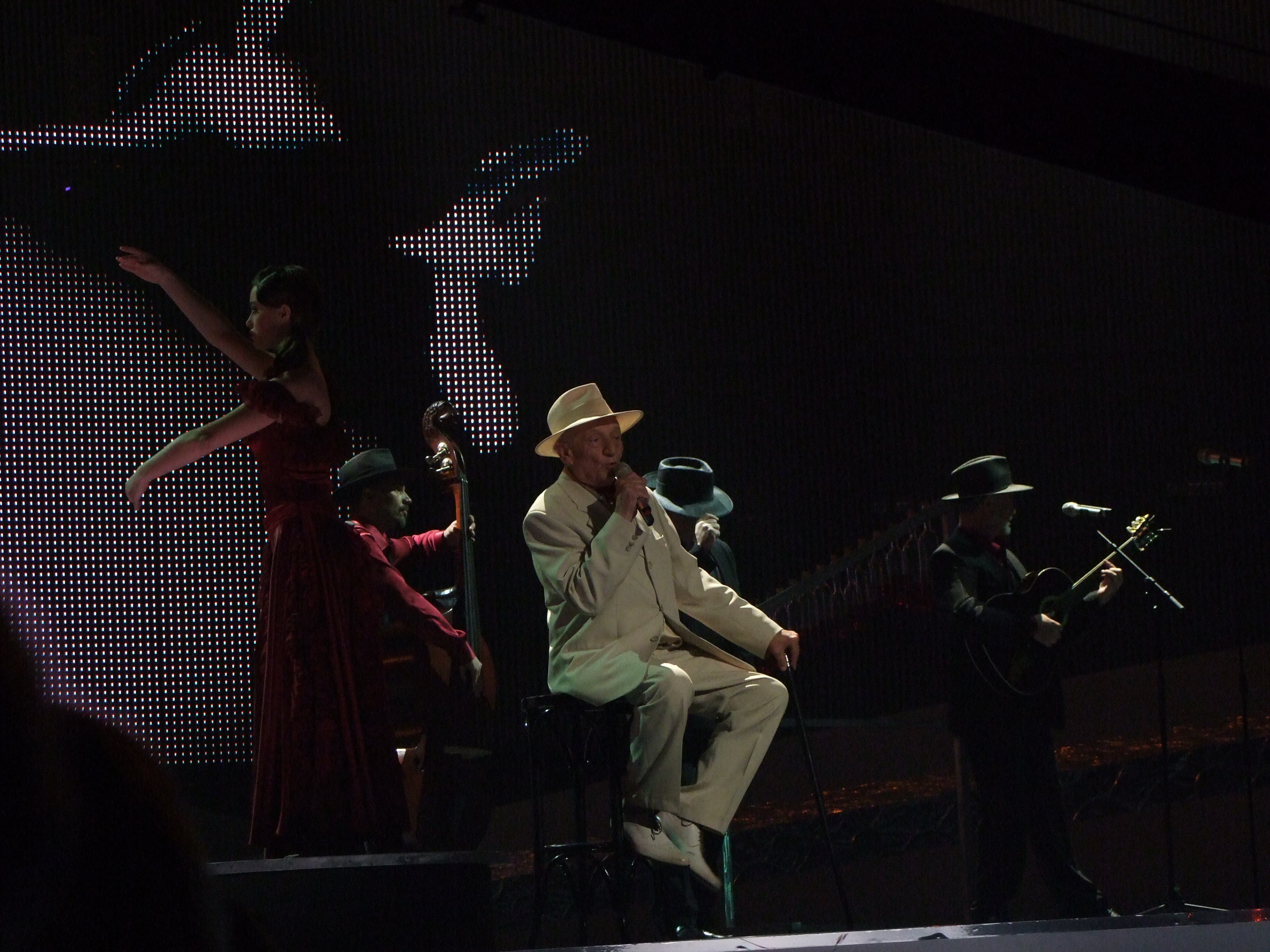
Kraljevi ulice si 75 cents la Belgrad (2008)

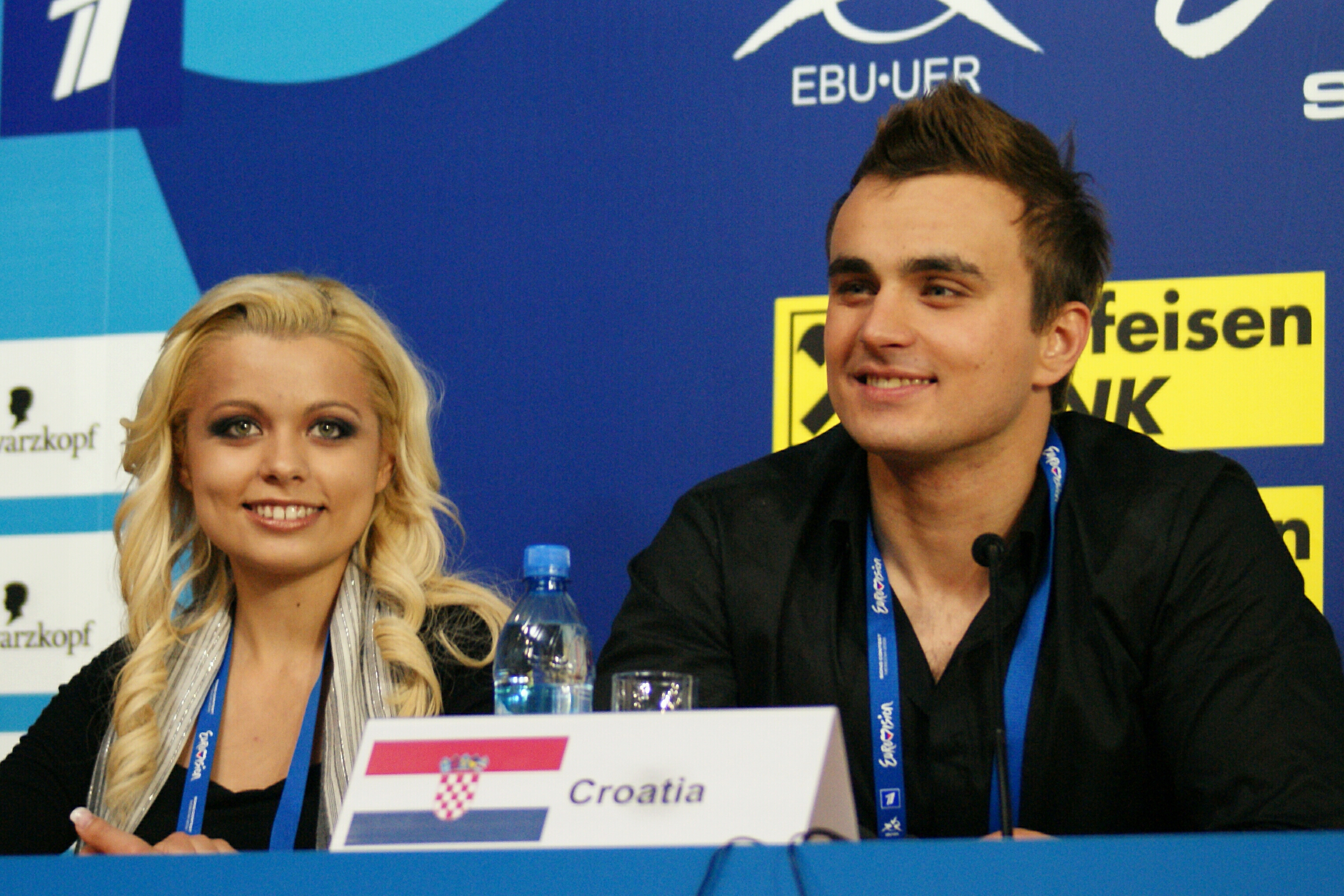
Reprezentantii de la Moscova(2009)

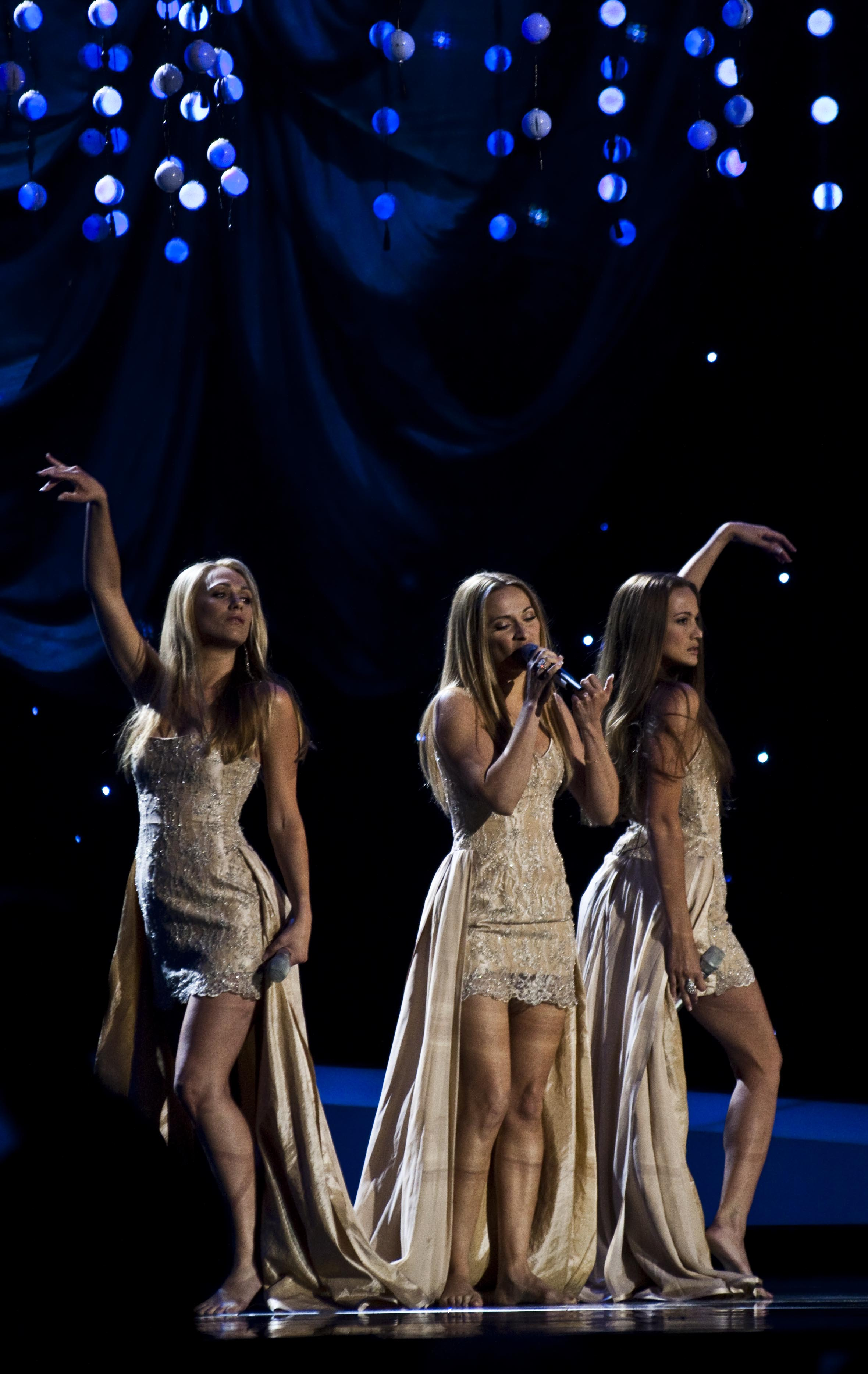
Feminnem la Oslo (2010)

| An   | Gazda      | Artist                     | Cântec                    | Finală | Puncte | Semi   | Puncte |
| ---- | ---------- | -------------------------- | ------------------------- | ------ | ------ | ------ | ------ |
| 1993 | Millstreet | Put                        | "Don't Ever Cry"          | 15     | 33     |        |        |
| 1994 | Dublin     | Tony Cetinski              | "Nek' ti bude ljubav sva" | 16     | 27     |        |        |
| 1995 | Dublin     | Magazin & Lidija           | "Nostalgija"              | 6      | 91     |        |        |
| 1996 | Oslo       | Maja Blagdan               | "Sveta ljubav"            | 4      | 98     |        |        |
| 1997 | Dublin     | E.N.I.                     | "Probudi me"              | 17     | 24     |        |        |
| 1998 | Birmingham | Danijela                   | "Neka mi ne svane"        | 5      | 131    |        |        |
| 1999 | Ierusalim  | Doris Dragović             | "Marija Magdalena"        | 4      | 118    |        |        |
| 2000 | Stockholm  | Goran Karan                | "Kad zaspu anđeli"        | 9      | 70     |        |        |
| 2001 | Copenhaga  | Vanna                      | "Strings of My Heart"     | 10     | 42     |        |        |
| 2002 | Tallinn    | Vesna Pisarović            | "Everything I Want"       | 11     | 44     |        |        |
| 2003 | Riga       | Claudia Beni               | "Više nisam tvoja"        | 15     | 29     |        |        |
| 2004 | Istanbul   | Ivan Mikulić               | "You Are The Only One"    | 12     | 50     | 9      | 72     |
| 2005 | Kiev       | Boris Novković feat. Lado  | "Vukovi umiru sami"       | 11     | 115    | 4      | 169    |
| 2006 | Atena      | Severina                   | "Moja štikla"             | 13     | 56     | X      | X      |
| 2007 | Helsinki   | Dragonfly feat. Dado Topić | "Vjerujem u ljubav"       | X      | X      | 16     | 54     |
| 2008 | Belgrad    | Kraljevi ulice & 75 Cents  | "Romanca"                 | 21     | 44     | 4      | 112    |
| 2009 | Moscova    | Igor Cukrov feat. Andrea   | "Lijepa Tena"             | 18     | 45     | 13     | 33     |
| 2010 | Oslo       | Feminnem                   | "Lako je sve"             | X      | X      | 13     | 33     |
| 2011 | Düsseldorf | Daria                      | "Celebrate"               | X      | X      | 15     | 41     |
| 2012 | Baku       | Nina Badrić                | "Nebo"                    | X      | X      | 12     | 42     |
| 2013 | Malmö      | Klapa s Mora               | „Mižerja”                 | X      | X      | 13     | 38     |
| 2016 | Stockholm  | Nina Kraljić               | "Lighthouse"              | 23     | 73     | 10     | 133    |
| 2017 | Kiev       | Jacques Houdek             | "My Friend"               | 13     | 128    | 8      | 141    |
| 2018 | Lisabona   | Franka                     | "Crazy"                   | X      | X      | 17     | 63     |
| 2019 | Tel Aviv   | Roko                       | "The Dream"               | X      | X      | 14     | 64     |
| 2020 | Rotterdam  | Damir Kedžo                | "Divlji vjetre"           | Anulat | Anulat | Anulat | Anulat |
| 2021 | Rotterdam  | Albina                     | "Tick-Tock"               | X      | X      | 11     | 110    |
| 2022 | Torino     | Mia Dimšić                 | "Guilty Pleasure"         | X      | X      | 11     | 75     |
| 2023 | Liverpool  | Let 3                      | "Mama ŠČ!"                | 13     | 123    | 8      | 76     |
| 2024 | Malmö      | Baby Lasagna               | "Rim Tim Tagi Dim"        | 2      | 547    | 1      | 177    |
| 2025 | Basel      | Marko Bošnjak              | "Poison Cake"             | X      | X      | 12     | 28     |

## Comentatori
| An(i)        | Comentatori                 |
| ------------ | --------------------------- |
| 1961-1964*   | Gordana Bonetti             |
| 1965-1969*   | Mladen Delić                |
| 1970-1989*   | Oliver Mlakar               |
| 1990-1991*   | Branko Uvodić               |
| 1993-2000    | Aleksandar "Aco" Kostadinov |
| 2001-2002    | Ante Batinović              |
| 2003         | Danijela Trbović            |
| 2004-2005    | Aleksandar "Aco" Kostadinov |
| 2006-prezent | Duško Čurlić                |

*A participat ca parte a Iugoslaviei între 1961 și 1991.